# كأس النرويج 1931
كأس النرويج 1931 (بالنرويجية: Norgesmesterskapet i fotball for menn 1931)‏ هو موسم من كأس النرويج. فاز فيه نادي أود.